# Wohn- und Geschäftshaus Borsbergstraße 21

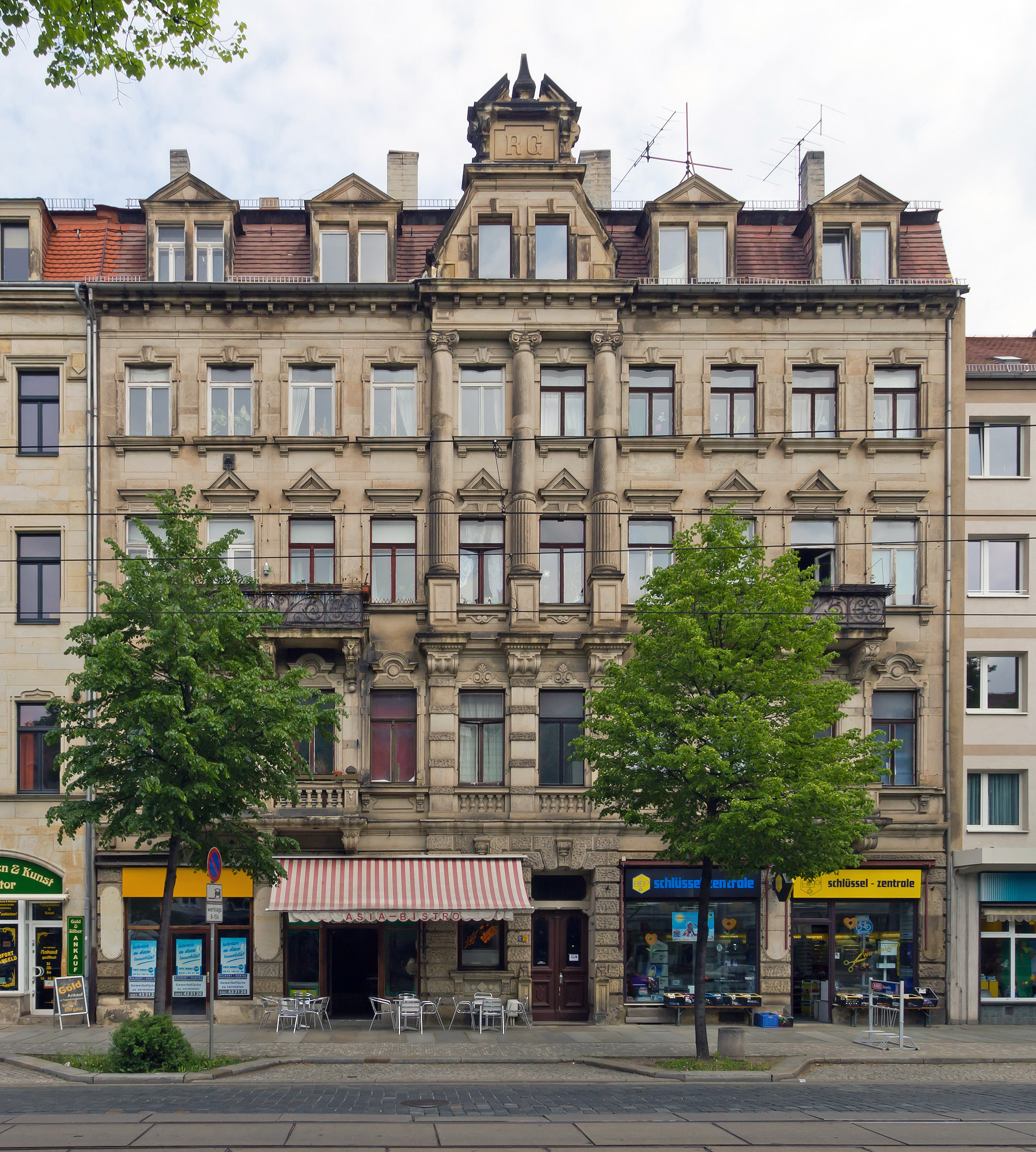
Borsbergstraße 21 (2011)

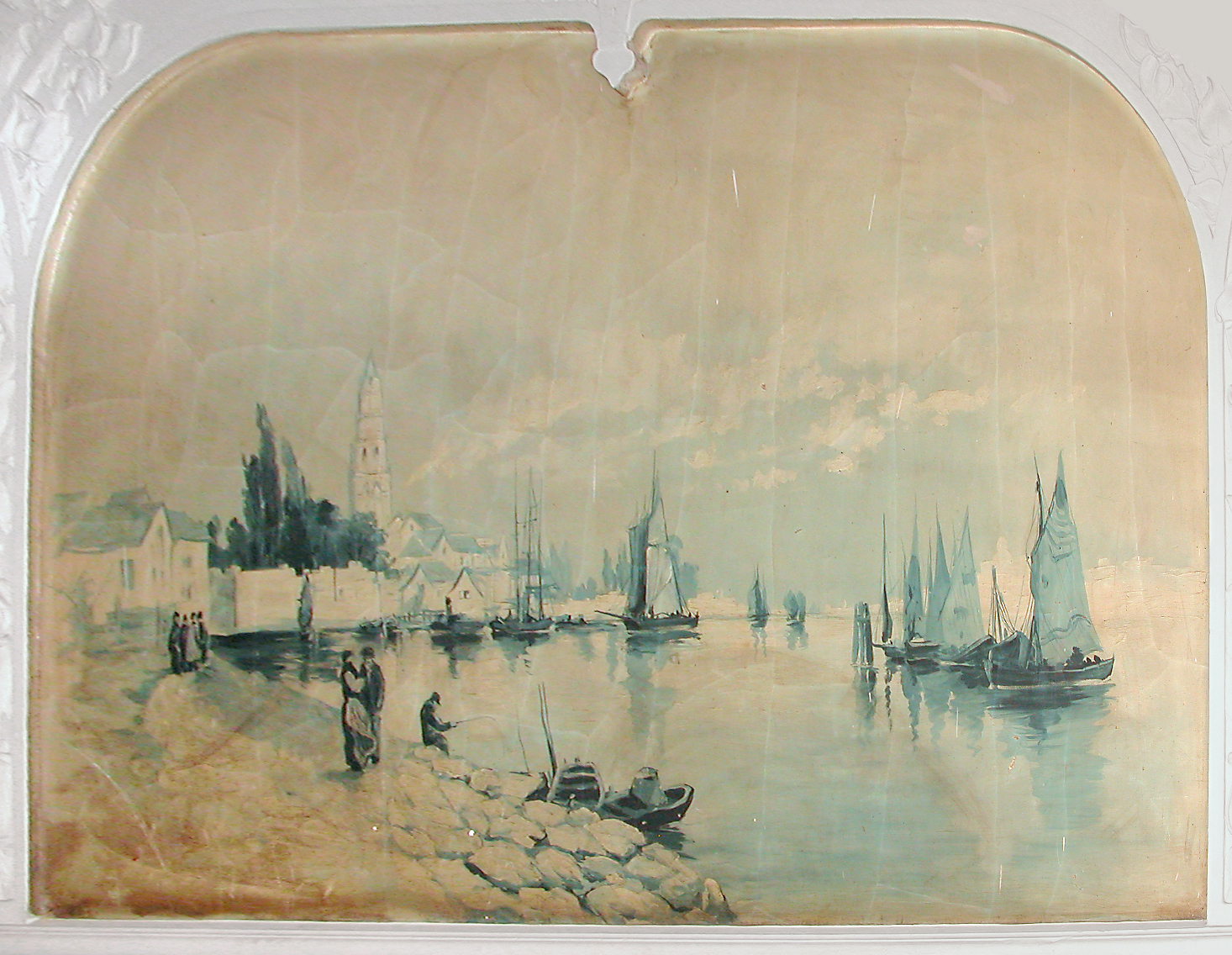
Landschaftsausmalung im Eingangsbereich (Beispiel)

Das Wohn- und Geschäftshaus Borsbergstraße 21 in Dresden ist ein denkmalgeschütztes Gebäude, das im Jahre 1899 als viergeschossiges Wohnhaus mit ausgebautem Mansarddach errichtet  worden ist.
Das äußere Erscheinungsbild  ist vom späthistoristischen Neobarock geprägt. Die Fassade hat eine Frontlänge, die zehn Fensterachsen einnimmt, wovon ein mittig angelegter Risalit zwei Achsen beansprucht. Eine Kolossalordnung fasst das zweite und dritte Obergeschoss des Mittelrisalits mit einer durchgehenden Säulenordnung zusammen. Den oberen Abschluss des Risalits bildet ein Giebel, wo R.G. zu lesen ist. Frühe florale Jugendstilformen schmücken den Hausflur und ein Deckengemälde.
Hinsichtlich der Denkmaleigenschaft wird vom Landesamt für Denkmalpflege Sachsen lediglich und karg beschrieben: „Originale Flurausstattung mit Ausmalung (Landschaftsdarstellungen) und Stuckdekor“, auf die architektonische Bedeutung wird nicht eingegangen.